# Steely & Clevie
Steely & Clevie, (también conocidos como Wycliffe Johnson y Browne Cleveland) fue un prolífico dúo de productores de dancehall jamaicano. Trabajaron con gran cantidad de artistas como The Specials, Gregory Peck, Bounty Killer, Elephant Man y No Doubt, entre muchos otros. También son conocidos por desarrollar y producir el Dembow; ritmo más popular del conocido Dancehall, desde 1990 en adelante, y también utilizado para la creación y base fundamental del género reggaetón.
Steely debutó como tecladista con Sugar Minott en el colectivo Youthman Promotion en los años 1970. Por su parte, Clevie fue pionero en el uso de cajas de ritmos en el reggae. Steely y Clevie se destacaron por primera vez juntos en el estudio Black Ark de Lee "Scratch" Perry durante la década de 1970. En 1986, el dúo se convirtió en la banda de estudio del productor King Jammy, siendo centrales en el desarrollo del reggae de finales de los 80, momento en el cual Steely & Clevie se establecieron como líderes de producción, creando una cantidad masiva de singles. El dúo formó el sello "Steely y Clevie" en 1987, un año en el que los riddims de reggae y el dub con influencias de hip-hop de producción por Ced Gee y KRS-One en el Bronx, llegó a ser prominente
En 2004, Steely fue acusado de conducción peligrosa después de haber participado en un accidente en el que Shakara Harris estudiante de secundaria fue fatalmente herido. Steely fue absuelto de todos los cargos en noviembre de 2005.
Steely murió el 1 de septiembre de 2009, en un hospital en East Patchogue, Nueva York, Estados Unidos. Padecía de neumonía después de haberse recuperado de complicaciones renales en diciembre de 2008. Fue operado de un coágulo de sangre en el cerebro poco antes de morir. Clevie continúa produciendo y grabando.